# 柳虬
柳虬（502年—555年1月10日），字仲蟠，河东郡解县（今山西省运城市临猗县）人，出自河东柳氏西眷，北魏、西魏官员。

## 家世
柳虬五世祖柳恭，仕后赵为河东郡守。后以秦、赵丧乱，率族人南徙，定居汝、颍间，遂出仕南朝。祖父柳缉，南朝宋司州别驾、宋安郡太守。父柳僧习，善隶书，敏于当世。500年与豫州刺史裴叔业据寿阳投降北魏，历任北地、颍川二郡太守、扬州大中正。

## 生平
柳虬十三岁就通读五经，孝昌年间（525—528年），被扬州刺史李宪举为秀才，兖州刺史冯儁任命柳虬为府主簿。樊子鹄为吏部尚书，其兄樊义为扬州刺史，乃以柳虬为扬州中从事，加镇远将军。后弃官回到洛阳。北魏末年天下大乱，柳虬在阳城耕读隐居。
大统三年（537年），冯翊王元季海、领军独孤信镇守洛阳。柳虬与裴诹之两人被征辟为行台郎中和北府属，一起掌管文书事务，时人号称“北府裴诹，南府柳虬”。四年（538年）前往长安，宇文泰想要任他为官，他以母亲年老推辞，复任独孤信开府从事中郎、开府、秦州二府司马。后独孤信派他去给宇文泰送信，被留为丞相府记室，封美阳县男。
十四年（548年），除秘书丞，领著作。迁中书侍郎，修起居注，仍领丞事。废帝初，迁秘书监，加车骑大将军、仪同三司。恭帝元年十二月二日（555年1月10日）去世，虚岁五十四。赠兖州刺史，谥号孝。

## 评介
柳虬好清谈，不事小节，衣物饮食都很粗糙，被当时的人所讥笑，他不为所动，道：“衣不过适体，食不过充饥，孜孜营求，徒劳思虑耳。”著有《文质论》等文章数十篇，行于当世。

## 家庭

### 曾祖
- 柳绍，刘宋钟离郡太守、假节、隋郡太守、监隋郡诸军事[1][2]

### 祖父母
- 柳缉，刘宋宋安郡太守、义阳郡内史[1]
- 清河崔氏[1]

### 父母
- 柳僧习，北魏抚军将军、扬州刺史[1]
- 天水赵氏[1]

### 兄弟姐妹
- 柳鷟，北魏豫州长史、帐内都督、方舆子
- 柳桧，西魏使持节、抚军将军、魏兴郡华阳郡二郡太守、大都督、万年县子
- 柳庆，北周骠骑大将军、开府仪同三司、司会中大夫、平齐景公
- 柳氏，嫁西魏尚书郎中、代理南秦州刺史、抚军将军、岐州刺史、寻阳伯赵仲懿

### 夫人
- 安定席氏，北魏并华襄济秦五州刺史、乘氏襄侯席法友孙女，北魏司空掾、右将军、赠卫尉少卿席景通长女，封菀川县君，加封长乐郡君[1][2]

### 子女
- 柳鸿渐，北周使持节、开府仪同三司、瓜州刺史、万春总管、义康敬子[1]
- 柳蔡年，北周使持节、上仪同三司、礼部中大夫、顺州刺史、艾陵僖侯[1]
- 柳止戈，隋朝上仪同三司、洛和昌三州刺史、平凉公[1]
- 柳吉甫，原名山甫，北周文城郡太守[1]
- 柳逄恩，少司调上士[1]
- 柳御天，名真陁，字御天，早逝[1]
- 柳乃文，名待价，字乃文，大都督、广武郡太守、礼部侍郎、广威男[1]
- 柳静女，嫁吏部郎中京兆韦孝固[1]

## 延伸阅读
[在维基数据编辑]
 《周書·卷38》，出自令狐德棻《周書》
 《北史·卷064》，出自李延壽《北史》